# Alloberyx
Alloberyx syriacus
Genre
Espèce
Alloberyx est un genre fossile de poissons à nageoires rayonnées ayant vécu lors du Santonien. Une seule espèce est connue, l’espèce type, également fossile, Alloberyx syriacus. Ses restes ont été mis au jour au Liban.